# Etica ebraica

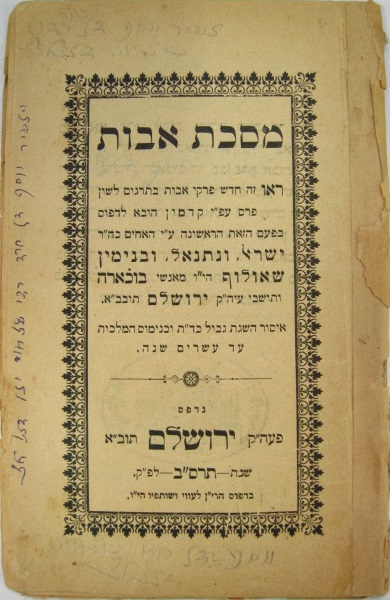
Frontespizio del Pirkei Avot, antico testo ebraico di etica

Etica ebraica indica un'intersecazione dell'Ebraismo con la tradizione etica del Mondo occidentale. Come per altri tipi di etica religiosa, la numerosa letteratura sull'etica ebraica intende rispondere ad una vasta gamma di questioni morali e, quindi, può esser classificata come "etica normativa". Per due millenni il pensiero ebraico ha affrontato il problema complesso del rapporto legge-etica. La tradizione della Legge religiosa rabbinica (nota come Halakhah) esamina numerosi problemi spesso associati con l'etica, compresa la relazione dinamica con i doveri che non sono usualmente puniti dalla legge.

## Letteratura etica ebraica

### Letteratura etica biblica e rabbinica
Si può affermare che l'Etica ebraica sia iniziata con la Bibbia ebraica (Tanakh), le sue ingiunzioni legali generiche, la narrativa sapienziale ebraica, quindi opere o scritti dei Chakhamim, e gli insegnamenti profetici. Molti degli ordinamenti etici successivi risalgono ai testi, temi e insegnamenti della Torah scritta.
Nel primo ebraismo rabbinico, la Torah orale interpreta la Bibbia ebraica ma considera anche numerose nuove materie etiche. L'etica è altresì un aspetto fondamentale della letteratura legale, nota come letteratura della Halakhah.
Il più noto testo rabbinico associato con l'Etica è il Trattato mishnaico non-legale dello Avot comunemente tradotto come "Etica dei Padri". Insegnamenti etici simili sono diffusi in tutte le porzioni di contenuto legale della Mishnah, Talmud e altra letteratura rabbinica. Generalmente, l'etica rappresenta un aspetto centrale della letteratura rabbinica non legale, conosciuta come Aggadah. Questa etica rabbinica iniziale mostra segni di mutui rapporti e di scambio polemico con la tradizione etico-filosofica greca.

### Letteratura etica medievale
Nel periodo medievale, repliche ebraiche dirette all'etica greca possono essere riscontrate nei principali scritti rabbinici. In particolare, Maimonide offre un'interpretazione ebraica di Aristotele (ad esempio, sull'Etica Nicomachea), che entra nel discorso ebraico tramite gli scritti islamici. Maimonide, a sua volta, influenza Tommaso d'Aquino, figura dominante dell'etica cristiana e della tradizione della legge naturale, tradizione in teologia morale. La rilevanza della legge naturale nella filosofia ebraica medievale è una questione tuttora dibattuta dagli studiosi.
I rabbini medievali e della prima età moderna crearono anche una tradizione pietistica di etica ebraica. Tale tradizione etica venne espressa attraverso la letteratura musar, che presenta vizi e virtù in maniera didattica e metodica. Il termine ebraico musar, mentre letteralmente deriva da una parola che significa "disciplina" o "correzione", viene usualmente tradotta come "etica" o "moralità". Esempi di letteratura medievale Musar sono:
- Chovot ha-Levavot ("I doveri del cuore") di Bahya ibn Paquda.
- Ma'alot ha-Middot di Yehiel ben Yekutiel Anav di Roma.
- Orchot Tzaddikim ("Le vie del giusto") di autore anonimo.
- Kad ha-Kemah di Bahya ben Asher.

Anche gli scritti halakhici (legali) del Medioevo sono testi importanti per l'Etica ebraica. Fonti basilari di legge etica ebraica comprendono la Mishneh Torah di Maimonide (XII secolo) e lo Shulkhan Arukh di Joseph Karo e Moses Isserles (XVI secolo), specialmente la sezione intitolata "Choshen Mishpat". Una vasta gamma di argomenti etici sono discussi anche nella letteratura medievale dei responsa.

### Letteratura etica moderna
In epoca moderna, l'Etica ebraica ha prodotto molte derivazioni, in parte a causa di sviluppi nell'etica moderna e in parte a causa della formazione di varie denominazioni ebraiche. Tendenze di etica normativa ebraica moderna sono:
- La tradizione pietistica Musar, che venne continuata dai rabbini del XVIII secolo come Moshe Chaim Luzzatto nel suo libro Mesillat Yesharim. Altre opere musar furono scritte da autori haskalici quali Naphtali Herz Wessely e Menachem Mendel Lefin.
- La tradizione Musar tradition riattivata dal movimento educativo etico noto come Movimento Musar che si sviluppò nella comunità ortodossa ashkenazita dell'Europa del XIX secolo.
- Il movimento dell'Ebraismo riformato del XIX e primo XX secolo, che promosse l'idea di Ebraismo come Monoteismo Etico. Gli scritti di Abraham Geiger e Kaufmann Kohler affermano questo approccio.
- Nel XX e XXI secolo, i rabbini liberali dell'Ebraismo Riformato e di quello Ricostruzionista hanno promosso nuovi approcci all'Etica ebraica, per esempio negli scritti di Eugene Borowitz. Alcuni rabbini riformati si sono impegnati anche nell'etica applicata con scritti di responsa legali.
- Nel XX e XXI secolo, i rabbini ortodossi si sono spesso coinvolti nell'etica applicata, interpretando la legge rabbinica (Halakhah) nei responsa (opinioni formali). Una materia dominante è stata quella della bioetica.
- Nel XX e XXI secolo, anche i rabbini dell'Ebraismo conservatore hanno prodotto responsa legali su una vasta gamma di argomenti, tra cui la bioetica, l'etica sessuale e l'etica finanziaria.[6] Importanti filosofi dell'etica come il rabbino conservatore Elliot Dorff hanno anche scritto estensivamente sulla teoria morale.[7]
- Altri filosofi ebrei moderni hanno perseguito una serie di approcci etici, con vari gradi di affidamento su fonti ebraiche tradizionali. In particolare, Hermann Cohen ha scritto la Religione della ragione nella tradizione dell'etica kantiana. Martin Buber ha scritto su vari temi etici e sociali, tra cui l'etica dialogica del suo L'io e il tu. Hans Jonas, studente di Martin Heidegger, attinge dalla Fenomenologia nei suoi scritti sulla bioetica, sulla tecnologia e la responsabilità. Emmanuel Lévinas ha cercato di distinguere tra i suoi scritti filosofici e quelli ebraici; tuttavia, alcuni studiosi stanno costruendo l'etica ebraica in base al suo approccio innovativo e profondamente ebraico. Ispirato sia da Maimonide che dal successo dell'etica cattolica, David Novak ha promosso un approccio di legge naturale all'etica sociale ebraica. Sebbene le femministe ebree non siano prominenti nell'etica di per sé, i principi di etica femminista senza dubbio hanno un ruolo centrale nel flusso e riflusso della politica confessionale ebraica e la formazione dell'identità.[8][9]

Accademici dell'Ebraismo si sono impegnati anche nell'etica descrittiva ebraica, cioè lo studio della teoria e delle pratiche morali ebraiche, che si colloca più nelle discipline storiche e delle scienze sociali che in quella della etica specifica.
Nel 2003 è stata fondata la Società dell'Etica Ebraica come organizzazione accademica "dedicata alla promozione di opere scientifiche nel campo dell'etica ebraica." La Società promuove sia la ricerca normativa (nel campo dell'etica pura) sia quella descrittiva (storica/socio-scientifica).

## Virtù e principi centrali dell'etica ebraica

### Temi prioritari dell'etica biblica
I profeti biblici esortano tutta la gente a condurre una vita giusta. Carità ai bisognosi, benevolenza, fede, compassione per chi soffre, una disposizione ad amare la pace e uno spirito veramente umile e contrito, sono le virtù che i Profeti propongono d'emulare. La lealtà civica, anche verso un governante straniero, viene data come dovere (Ger. 29.7). "Impara a fare del bene" è l'avviso dominante dell'invocazione profetica (Isaia 1:17); in tal modo la fine del tempo sarà una di pace e di giustizia; non ci saranno più guerre (Isaia 2:2 et seq.).

### Sintesi dell'etica rabbinica classica
Hillel il Vecchio formulò la Regola d'oro dell'etica ebraica: "Ciò che è odioso a te, non fare agli altri" (Talmud, trattato Shabbat 31a; Midrash Avot de Rabbi Natan). Akiva, un rabbino del II secolo e.v., afferma "Ciò che è odioso fare a te stesso, non farlo al tuo prossimo; pertanto non fargli del male, non parlare male di lui e non rivelare i suoi segreti ad altri; fai che il suo onore e la sua proprietà ti siano cari quanto i tuoi propri." (Midrash Avot deRabbi Natan.)
Akiva dichiarò anche che il comandamento "ama il prossimo tuo come te stesso" (Levitico 19.18) è il più grande comandamento fondamentale della dottrina ebraica; Ben Azzai, riferendosi a questo, disse che un principio ancor più grande si trovava nel passo scritturale, "Questo è il libro delle generazioni di Adamo [origine dell'uomo]. Dio creò l'uomo a sua immagine; a immagine di Dio lo creò" (Genesi v.1; Sifra, Ḳedoshim, iv; Yerushalmi Ned. ix.41c; Gen. R. xxiv).
Rabbi Simlai (III secolo) sosteneva "Seicento tredici comandamenti furono dati a Mosè; poi venne Davide e li ridusse a undici nel Salmo 15.; Isaia (33:15) a sei; Michea (6:8) a tre: «Praticare la giustizia, amare la pietà, camminare umilmente con il tuo Dio»; ancora Isaia (56:1) a due: «Osservate il diritto e praticate la giustizia»; e Abacuc (2:4) a uno: «Il giusto vive per la sua fede»."

### Giustizia, verità e pace
Rabbi Simeon ben Gamliel insegnava: "Il mondo si fonda su tre cose: la giustizia, la verità e la pace" (Avot 1:18).
Giustizia ("din" corrispondente a "mishpat" biblico) appartiene a Dio e deve essere esatta, che sia l'oggetto di grande o di piccolo valore (Sanhedrin 8a). "Che la giustizia spacchi la montagna" è la massima caratteristica attribuita a Mosè (Sanh. 6b). Rubare e opprimere, anche solo trattenere durante la notte i guadagni di un dipendente, sono vietati.
Anche la falsità, adulazione, spergiuro e falso giuramento sono vietati. La reputazione di un altro uomo è sacra (Esodo 21:1). Pettegolezzi e insinuazioni scortesi sono vietati, come anche l'odio interiore per il proprio fratello (Levitico 19:17). Un'attitudine vendicativa e implacabile non è etica; il rispetto per la vecchiaia viene inculcato; giustizia deve essere fatta; si richiede sempre il giusto peso e la giusta misura; la povertà e la ricchezza non sono considerate dal giudice (Levitico 19:15,18,32,36; Esodo 23:3).
Shalom ("pace"), è uno dei principi basilari della Torah, affermando "le sue vie sono vie deliziose
e tutti i suoi sentieri conducono a shalom ('pace')" Proverbi 3.17. Il Talmud spiega che "tutta la Torah è per amore delle vie di shalom". Maimonide commenta nella sua opera Mishneh Torah: "Grande è la pace, poiché tutta la Torah è stata data al fine di promuovere la pace nel mondo, come si legge «le sue vie sono vie piacevoli e tutti i suoi sentieri conducono alla pace»" 

### Carità, amore e compassione
Simeone il Giusto insegnava: "Il mondo si fonda su tre cose: la Torah, il servizio di Dio e il dimostrare amore (chesed)" (Pirkei Avot 1.2). L'amore sta al centro della virtù etica.
Nella tradizione, l'amore è strettamente connesso alla compassione. Mancanza di compassione marchia un popolo come crudele (Geremia 7.23). Si sostiene che le ingiunzioni ripetute dalla legge e dai Profeti, che la vedova, l'orfano e lo straniero debbano essere protetti, dimostrano quanto profondamente il sentimento di compassione fosse radicato nei cuori dei giusti nell'antica Israele.
Anche l'amicizia viene altamente considerata nel Talmud; la parola "socio" in ebraico corrisponde ad "amico" (chaver). "Fatti un amico" (Abot i. 6). "Amicizia o morte" (Ta'an. 23a).
Il rispetto per le creature è di tale importanza che le proibizioni bibliche possono essere trasgredite in questo caso (Ber. 19b). Soprattutto i morti non reclamati (abbandonati) richiedono una sepoltura rispettosa.

### Amor proprio e rispetto
Oltre ad insegnare carità e amore verso il prossimo, fonti ebraiche tendono ad ammonire che è dovere della persona preservare la propria vita (Berachot 32b) e la propria salute. Cibi pericolosi per la salute devono essere evitati ancor più di quelli proibiti ritualmente. L'etica ebraica nega l'umiliazione e l'abbattimento di se stessi: "Chi si sottopone a inutili digiuni e castigazioni, o si nega anche il piacere del vino, è un peccatore" (Taanit 11a, 22b). La persona deve rendere conto di ogni giusto godimento che si rifiuti (Talmud YER. KID. Iv. 66d). La persona deve mostrare rispetto di se stessa per quanto riguarda sia il suo corpo, "onorandolo come immagine di Dio" (Hillel: Midrash Leviticus Rabbah 34), sia i suoi indumenti (Talmud Shabbat 113b; Ned. 81a).

## Aree di applicazione

### Etica degli affari
Nella Torah ci sono più comandamenti relativi al casherut (l'idoneità) del proprio denaro che al casherut del cibo. Queste leggi sono sviluppate e ampliate nella Mishnah e Talmud (in particolare nell'Ordine di Nezikin). Il Talmud denuncia come frode tutti i modi di sfruttare l'ignoranza dell'uomo, che sia ebreo o gentile; qualsiasi transazione fraudolenta, qualsiasi guadagno ottenuto con scommesse o gioco d'azzardo, o aumento del prezzo di materie prime mediante speculazione, è un furto (B.B. 90b; Sanhedrin 25b). Il Talmud denuncia vantaggi derivanti da prestiti di denaro o di viveri come usura; qualsiasi violazione di accordi in commercio è un peccato che provoca la punizione di Dio; qualsiasi atto di incuria che espone persone o cose a pericoli e danni è una trasgressione colpevole. Esiste una tradizione ampiamente citata (Talmud Shabbat 31a) che nell'essere giudicati nel Mondo a venire, la prima domanda sarà: "Sei stato onesto in affari?"
Le leggi in materia di etica degli affari sono delineate nei codici più importanti della Legge ebraica (ad esempio, Mishneh Torah, Shulchan Arukh, in particolare Choshen Mishpat). Una vasta gamma di argomenti di "etica degli affari" sono discussi nella letteratura dei responsa. L'etica degli affari ha ricevuto particolare attenzione nell'insegnamento di Rabbi Israel Salanter (XIX secolo), fondatore del Movimento Musar in Europa orientale. L'applicazione delle leggi in materia di corretto trattamento dei lavoratori del settore alimentare è stata fondamentale nell'attività della Commissione Hekhsher Tzedek dell'Ebraismo conservatore e la sua approvazione nel 2008 di un responsum di Rabbi Jill Jacobs, che ha richiesto il pagamento dei lavoratori in conformità alla legge ebraica e il trattamento dei lavoratori con dignità e rispetto.

### Beneficenza
Il concetto ebraico di giustizia ("Zedaqah", anche intesa come carità) afferma che il possessore di proprietà non ha il diritto di negare ai poveri la loro parte. Secondo Maimonide nella sua Mishneh Torah, il massimo livello di zedaqah è la carità che permetta ai poveri di interrompere il ciclo della povertà e diventare membri indipendenti e produttivi della società. La zedaqah può esser fatta in forma di prestito senza interessi a una persona bisognosa, o nel formare una società con una persona bisognosa, o dando un contributo a una persona disagiata, o trovare un lavoro per una persona disoccupata, purché tale prestiti, sovvenzioni, associazioni, o impiego abbia come risultato che la persona bisognosa non abbia più bisogno di vivere facendo affidamento sugli altri.
Gli ebrei tradizionali comunemente praticano "ma'aser kesafim," la decima del proprio reddito per sostenere chi è indigente. I rabbini hanno decretato (in opposizione alla pratica essena e all'esortazione data Nuovo Testamento) che non si dovrebbe dare via troppa parte o tutti i propri averi. Non aspettavano infatti un salvatore soprannaturale che venisse a prendersi cura dei poveri, e quindi dichiararono che non bisogna rendersi poveri. Dal momento che quasi tutti gli ebrei dell'epoca erano poveri o appartenenti alla classe media (anche i ricchi di allora erano "ricchi" solo in paragone ai poveri), si stabilì che non si doveva dare via in beneficenza più di un quinto del proprio reddito, mentre si era comunque obbligati a fare la carità con un minimo del 10% del proprio reddito.
Molte pagine del Talmud sono dedicate alla promozione della carità (cfr. int. al., BB 9b-11a, 17b AZ,. Pes 8a;. Rosh 4a), e questo tema è al centro di molti libri religiosi e responsa rabbinici.

### Etica del discorso
Il malignare (la calunnia, maldicenza, critica denigrante) è un peccato considerato con intensa avversione sia nella Bibbia che nella letteratura rabbinica. Il suo termine tecnico è lashon hara, "malalingua". Nella Bibbia le parole equivalenti sono: dibbah, che significa "parlare" in senso malevolo; rakhil, la "mercanzia" del pettegolezzo con cui il maldicente circola; e ragal, un verbo che indica lo "spaccio" della calunnia. Come queste parole indicano, ciò che è condannato come lashon hara indica tutte quelle accuse intenzionali o dannose, o anche l'esposizione di informazioni veritiere ma che hanno lo scopo di ferire il prossimo, cioè la vera calunnia e anche il semplice ma malizioso pettegolezzo che è ugualmente vietato, anche se non è calunnia.
Un rabbino del Talmud mette il far vergognare il proprio prossimo nella stessa categoria dell'omicidio (BM 58b), e considera come calunnia la diffusione di dicerie malvagie, anche se vere. È inoltre proibito l'ascolto di pettegolezzi diffamatori, o il causare sospetto, o la provocazione di commenti sfavorevoli su un vicino di casa.

### Etica della famiglia
La tradizione ebraica dà grande rilievo al rispetto dei genitori. Molte forme di Ebraismo ortodosso considerano il padre come capo della famiglia, mentre assegnano alla madre il diritto di essere onorata e rispettata dai propri figli. Gli ebrei più liberali considerano padre e madre sullo stesso piano di uguaglianza in tutto.
La famiglia svolge un ruolo centrale nell'Ebraismo, sia a livello sociale che nella trasmissione delle tradizioni religiose. "Onorare il padre e la madre" è uno dei Dieci Comandamenti. Le famiglie ebraiche cercano di avere stretti e rispettosi rapporti familiari, con la cura degli anziani e dei giovani. Osservanza religiosa è una parte integrante della vita domestica, che comprende il rispetto dello Shabbat settimanale ed il mantenimento delle regole alimentari casher. Il Talmud esorta i genitori ad insegnare un mestiere ai propri figli e istruirli nella sopravvivenza, e si raccomanda ai figli di prendersi cura dei propri genitori.

### Il matrimonio e le relazioni sessuali
Il matrimonio in ebraico è chiamato kiddushin, o Santificazione. Creare una famiglia significa far parte di un'istituzione impregnata di santità. La monogamia è l'ideale (Genesi II. 24). Il celibato è considerato in contrasto con l'ingiunzione di essere fecondi e moltiplicarsi (Genesi 2.18 e Isaia 45.18). Secondo Talmud e midrash, l'uomo è esortato a prendere moglie e tramandarsi ai posteri (Yeb. 63b;. Mek, Yitro, 8). "Chi vive senza moglie vive senza gioia e benedizione, senza protezione e senza pace", egli "non è un uomo completo" (Yeb. 62a, 63a), e per questa mancanza deve darne conto al grande giorno del Giudizio Universale (Shab. 31a).
Il sesso non è considerato permissibile fuori del matrimonio ma è una parte importante dell'amore e cura dimostrata dai partner. I rapporti sessuali sono vietati durante il tempo mestruale della donna. Dopo che tale periodo è finito, la donna deve recarsi al mikveh (la piscina per l'immersione rituale), dove si immergerà totalmente e diverrà ritualmente pura; i rapporti sessuali possono quindi riprendere. Le coppie sposate devono trovare altri modi per esprimere il loro reciproco amore in questo periodo (40 gg.), e molti dicono che il tempo di astensione migliora la relazione.
L'adulterio e l'incesto sono proibiti (Levitico 18.6–23). Gli ebrei ortodossi reputano l'omosessualità maschile come esplicitamente proibita dalla Torah, ma altri ebrei considerano varie forme di comportamento omosessuale, o anche tutte le forme di comportamento omosessuale, permesse dalla tradizione.

### Etica medica e bioetica
L'etica medica ebraica è uno dei settori più importanti dell'etica ebraica moderna. Iniziata soprattutto come "etica applicata" basata sulla Halakhah, più recentemente si è ampliata nella bioetica, intrecciandosi con questioni di biologia, scienza, medicina e etica, filosofia e teologia. I bioeticisti ebrei sono di solito rabbini addestrati nella scienza medica e nella filosofia, ma possono anche essere esperti di medicina ed etica che hanno ricevuto formazione sui testi ebraici. L'obiettivo dell'etica medica e bioetica ebraiche è quello di usare la Legge e tradizione ebraiche ed il pensiero etico ebraico per stabilire quali terapie mediche o innovazioni tecnologiche siano morali, quando certe cure possono o non possono essere utilizzate, ecc.

### Governo politico
L'etica del buon governo è oggetto di forti controversie tra gli ebrei. Vari modelli di autorità politica sono sviluppati dalla Bibbia ebraica, dalla letteratura rabbinica e successiva letteratura. Molti eminenti pensatori ebrei, come ad esempio Maimonide, vedono la monarchia come un ideale morale, mentre altri, come ad esempio Isaac Abrabanel, denigrano il modello monarchico – ma queste sono comunque teorie politiche del passato. Gli ebrei moderni hanno sostenuto una serie di movimenti politici ebraici spesso basati sulle rispettive concezioni di etica ebraica.

### Etica della guerra
L'etica bellica ebraica fu sviluppata da Maimonide nei suoi scritti "Le Leggi dei Re e le loro guerre" che formano parte dell'opera Mishneh Torah. Un'etica moderna di guerra è stata sviluppata soprattutto in relazione alla dottrina di Purezza delle armi Secondo il rabbino Norman Solomon, tale concetto nasce dei valori etici e morali che derivano dalla tradizione di Israele, estrapolati dalla Halakhah, nonché dal desiderio di approvazione morale e quindi di sostegno politico da parte della comunità internazionale. Nonostante i dubbi nell'affrontare il terrorismo indiscriminato, la purezza delle armi rimane la regola basilare delle forze armate israeliane, che ha riscosso un buon numero di consensi da parte delle comunità ebraiche, sia religiose che laiche..

### Pena capitale
Il Talmud approva la pena di morte in linea di principio, ma lo standard (tipo di prova) richiesto per l'applicazione della pena di morte è estremamente rigoroso, tale che le situazioni in cui una condanna a morte potrebbe essere approvata sono effettivamente impossibili.

### Rapporto con i non ebrei
Il non-ebreo rientra nell'Alleanza delle considerazioni etiche (Es. XXII 20, Lev. xix 33). "Lo amerai come te stesso", una legge la fraseologia della quale dimostra che nel precedente "Ama il prossimo tuo come te stesso" (Levitico 19.18), il "prossimo" non implica esclusivamente l'ebreo. La Legge è quindi sia per il nativo che per lo straniero (Levitico 19.34; cfr. Esodo 12.49).
Gli ebrei sono fortemente influenzati dall'esortazione "Amate dunque il forestiero, poiché anche voi foste forestieri nel paese d'Egitto" (Deuteronomio 10.19), in particolare perché ciò si riferisce all'Esodo celebrato alla Pesach. Gli ebrei sono tenuti a mostrare ospitalità a tutti, e a tenere in considerazione i bisogni ed i sentimenti di tutti coloro che siano emarginati, per qualunque motivo. Nei tempi biblici, gli schiavi del popolo ebraico avevano diritti speciali che permettevano loro di conservare la loro dignità e umanità, permettendo certe libertà e proibendo i maltrattamenti.
I non-ebrei devono avere una quota in tutte le opere benevole della comunità ebraica, in appello alla carità umana e su cui dipende il mantenimento della pace tra gli uomini, sostenendo i poveri, seppellendo i morti, confortando i sofferenti e visitando gli ammalati (Tosefta, Giṭ. 4-5; Giṭ 64a).
La maggior parte degli ebrei non cercano attivamente di convertire i non-ebrei all'Ebraismo; in verità, la conversione all'Ebraismo comporta un procedimento lungo e difficile. Gli ebrei sono rispettosi delle altre religioni, ma non possono approvare attivamente quelle religioni che sembrano promuovere l'idolatria o l'immoralità.
Gli ebrei credono che i non-ebrei che seguono le Leggi noachiche – i requisiti etici e religiosi minimi per tutti i non-ebrei – saranno ugualmente riconosciuti da Dio. Le leggi del codice noachico sono: non praticare l'idolatria, non bestemmiare, non uccidere, non rubare, non commettere atti impuri (sessualmente immorali), non causare dolore eccessivo agli animali (ad esempio consumare un arto asportato ad un animale vivente), e istituire tribunali di giustizia.
Il principio del Kiddush Hashem impone agli ebrei di comportarsi in tutti quei modi che evitino al Nome di Dio di essere disonorato dai non-israeliti.
Il più grande peccato di frode, quindi, è quello commesso nei confronti di un non-israelita, perché può portare alla profanazione del nome di Dio. Il desiderio di santificare il nome di Dio incentiva molti ebrei a trattare i credenti di altre confessioni con la massima correttezza ed equità.

### Trattamento degli animali
Secondo la tradizione ebraica, gli animali hanno il diritto di essere trattati bene, anche quelli che potrebbero appartenere al proprio nemico (23.4). I comandi biblici riguardanti il trattamento del prevaricatore/bruto (Es. 20.10; Lev. 22.28; Dt. 25.4; Prov. 12.10) vengono amplificati nell'etica rabbinica, e un termine speciale è coniato per il divieto di causare sofferenza agli animali (tza'ar ba'alei Hayyim). Non sedersi a tavola prima che gli animali domestici siano stati alimentati, è una lezione derivata da Deuteronomio 11.15. La compassione per il bruto è dichiarata quale merito di Mosè, che fece di lui il pastore del suo popolo (Esodo Rabbah 2), mentre Yehuda HaNasi vide nella propria malattia la punizione per non esser riuscito una volta a mostrare compassione per un vitello spaventato.
Il rispetto degli animali è una parte importante dell'Ebraismo e forma parte del codice noachico. Il riposo dello Shabbat significava anche fornire riposo agli animali da soma, e le persone sono esortate a nutrire i propri animali prima di sedersi a mangiare. Al momento del raccolto, gli animali da soma non devono avere la museruola, in modo che possano mangiare parte del raccolto durante il lavoro. Tutti gli animali devono essere tenuti in condizioni adeguate. Attività come la corrida sono vietate. Gli animali possono essere mangiati a condizione che vengano uccisi nel modo più indolore e il più umanamente possibile, utilizzando il metodo noto come shechitah, per cui l'animale viene ucciso tagliandogli rapidamente la gola con un coltello affilato speciale. I macellai ebrei hanno una formazione specifica in tale abilità, e devono soddisfare i requisiti del casherut. Arnold Arluke e Boria Sax, Understanding Animal Protection and the Holocaust, in Anthrozoös, vol. 5, n. 1, 1992,  pp. 6–31.
L'applicazione delle norme in materia di trattamento degli animali, nella certificazione dei prodotti alimentari, fa parte dello sforzo della succitata Commissione Hekhsher Tzedek dell'Ebraismo conservatore.

### Etica ambientale
Il Libro della Genesi 1.26 indica che Dio diede al genere umano il controllo degli animali e della terra, mentre Genesi 2.15 sottolinea che le persone sono state messe al mondo per mantenerlo e custodirlo. Il Talmud insegna il principio di Bal tashkhit (in ebraico בל תשחית‎?, "non distruggere"), che alcuni comprendono nel senso che sprecare o distruggere qualsiasi cosa sulla terra è errato. Molti ritengono che l'inquinamento sia un insulto al mondo creato, ed è considerato immorale porre il commercio prima della cura per la Creazione divina. Tuttavia, gli esseri umani sono considerati come aventi un posto speciale nel Creato, e il loro benessere è fondamentale. Gli esseri umani non sono considerati solo come una delle tante parti dell'ecosistema, quindi le decisioni morali sulle questioni ambientali devono tenere conto del benessere degli esseri umani.
Anche gli alberi e le altre cose di valore rientrano nell'ambito dell'etica rabbinica, perciò la loro distruzione è vietata, secondo il Deuteronomio 20.19 (Talmud, Shabbat, Trattato 105b, 129a, 140b, et al.). In tempi moderni è emerso un movimento ambientalista ebraico.

### Riferimenti
1. ↑  Comitato Legge ebraica (EN)
2. 1 2  Arthus Segal, A Spiritual and Ethical Compendium to the Torah and Talmud, Amazon Press, 2009, pp. 19-23.
3. 1 2 3  (EN) Etica ebraica, in Jewish Encyclopedia, New York, Funk & Wagnalls, 1901-1906. s.v. "Ethics".
4. 1 2 3 4  Joseph Telushkin, The Book of Jewish Values: A Day-by-day Guide to Ethical Living, Bell Tower, 2000, Introduzione.
5. ↑  Per questa sezione e punti specifici, si vedano Wayne Dosick, The Business Bible: 10 New Commandments for Bringing Spirituality & ethical values into the workplace, Jewish Lights Publishing, 2000, pp. ; Israel Abrahams (curatore), Hebrew Ethical Wills, Philadelphia: Jewish Publication Society, 2006, ad hoc.
6. ↑  "Committee on Jewish Law and Standards" (EN)
7. 1 2 3  Dorff, Elliot N., & Louis E. Newman (curatori), Contemporary Jewish Ethics and Morality: A Reader, Oxford University Press, 1995, Parte I.
8. ↑  Si veda bibliografia su Daniel S. Breslauer, Contemporary Jewish Ethics: A Bibliographical Survey, Westport: Greenwood Press, 1985.
9. 1 2 3  Daniel Jeremy Silver, Judaism and Ethics, Ktav Pub. House, 1970.
10. ↑  Louis E. Newman, 1998.
11. ↑   Isaia 1:17, su La Parola - La Sacra Bibbia in italiano in Internet.
12. ↑   Isaia 2:2, su La Parola - La Sacra Bibbia in italiano in Internet.
13. ↑   Levitico 19.18, su La Parola - La Sacra Bibbia in italiano in Internet.
14. ↑   Salmi 15, su La Parola - La Sacra Bibbia in italiano in Internet.
15. ↑   Isaia 33:15, su La Parola - La Sacra Bibbia in italiano in Internet.
16. ↑   Michea 6:8, su La Parola - La Sacra Bibbia in italiano in Internet.
17. ↑   Isaia 56:1, su La Parola - La Sacra Bibbia in italiano in Internet.
18. ↑   Abacuc 2:4, su La Parola - La Sacra Bibbia in italiano in Internet.
19. ↑   Esodo 21:1, su La Parola - La Sacra Bibbia in italiano in Internet.
20. ↑   Levitico 19:17, su La Parola - La Sacra Bibbia in italiano in Internet.
21. ↑   Levitico 19:15,18,32,36, su La Parola - La Sacra Bibbia in italiano in Internet.
22. ↑   Esodo 23:3, su La Parola - La Sacra Bibbia in italiano in Internet.
23. ↑   Proverbi 3.17, su La Parola - La Sacra Bibbia in italiano in Internet.
24. ↑  Talmud, Gittin 59b.
25. ↑  Maimonide, Mishneh Torah, "Le leggi di Chanukah" 4.14.
26. ↑   Geremia 7.23, su La Parola - La Sacra Bibbia in italiano in Internet.
27. ↑  "Compassione" sulla Jewish Encyclopedia (EN)
28. ↑  "Sepoltura" sulla Jewish Encyclopedia", iii. 432b: "met miẓwah".
29. ↑  "Dispatches from the Workplace: Rabbis for Worker Justice" Archiviato il 4 giugno 2014 in Internet Archive.
30. ↑  Documento del rabbino J. Jacobs Archiviato il 27 novembre 2010 in Internet Archive. (EN)
31. ↑  Meir Tamari, "Tradizione Ebraica" (EN)
32. ↑  Maimonide, Mishneh Torah, Hilkhot Matanot Aniyim (Leggi sul dare ai poveri), Cap. 10.7-14
33. 1 2  Jewish Encyclopedia, s.v.
34. ↑  Talmud gerosolimitano, Gemara al Trattato Pe'ah 1.1; Talmud babilonese, Ketubot 50a; Arakhin, 28a.
35. ↑  Jewish Encyclopedia, s.v.
36. ↑   Genesi 2.18, su La Parola - La Sacra Bibbia in italiano in Internet.
37. ↑   Isaia 45.18, su La Parola - La Sacra Bibbia in italiano in Internet.
38. ↑   Levitico 18.6–23, su La Parola - La Sacra Bibbia in italiano in Internet.
39. ↑  Benjamin Freedman, Duty and Healing: Foundations of a Jewish Bioethic, New York: Routledge, 1999, Introduzione, pp. 31-44.
40. ↑  (EN) Reflections on Parashat Hashavua, su schechter.org.il. URL consultato il 14 ottobre 2023 (archiviato dall'url originale il 21 agosto 2011).
41. 1 2  Norman Solomon,"Judaism and the ethics of war", International Review of the Red Cross, Vol. 87, nr. 858, giugno 2005.
42. ↑   Levitico 19.18, su La Parola - La Sacra Bibbia in italiano in Internet.
43. ↑   Levitico 19.34, su La Parola - La Sacra Bibbia in italiano in Internet.
44. ↑   Esodo 12.49, su La Parola - La Sacra Bibbia in italiano in Internet.
45. ↑   Deuteronomio 10.19, su La Parola - La Sacra Bibbia in italiano in Internet.
46. ↑   Esodo 23.4, su La Parola - La Sacra Bibbia in italiano in Internet.
47. ↑   Deuteronomio 11.15, su La Parola - La Sacra Bibbia in italiano in Internet.
48. ↑   Genesi 1.26, su La Parola - La Sacra Bibbia in italiano in Internet.
49. ↑   Genesi 2.15, su La Parola - La Sacra Bibbia in italiano in Internet.
50. ↑  David Vogel, "How Green is Judaism? Exploring Jewish Environmental Ethics", Business Ethics Quarterly 11 (2):349-363 (2001).
51. ↑   Deuteronomio 20.19, su La Parola - La Sacra Bibbia in italiano in Internet.

### Etica
- Abrahams, Israel, ed. 2006. Hebrew Ethical Wills. Philadelphia: Jewish Publication Society. ISBN 0-8276-0827-6.
- Bleich, J. D. 1977. Contemporary Halakhic Problems. 4 vols. New York: Ktav Publishing House Inc. Yeshiva University Press.
- Breslauer, S. Daniel, comp. 1985. Contemporary Jewish Ethics: A Bibliographical Survey. Westport, CT: Greenwood Press.
- Breslauer, S. Daniel, comp. 1986. Modern Jewish Morality: A Bibliographical Survey. New York: Greenwood Press.
- Elliot N. Dorff, e Louis E. Newman, eds. 1995. Contemporary Jewish Ethics and Morality: A Reader. Oxford University Press.
- Dosick, Wayne. The Business Bible: 10 New Commandments for Bringing Spirituality & ethical values into the workplace. Jewish Lights Publishing.
- Newman, Louis E. 1998. Past Imperatives: Studies in the History and Theory of Jewish Ethics. Albany: State University of New York Press.
- Segal, Arthur. 2009 A Spiritual and Ethical Compendium to the Torah and Talmud. Amazon Press.
- Tamari, Meir. 1995. The Challenge of Wealth: A Jewish Perspective on Earning and Spending Money. Jason Aronson.
- Telushkin, Joseph. 2000. The Book of Jewish Values. Bell Tower.
- Werblowsky. 1964. Su Annual of Jewish Studies 1: 95-139.

### Bioetica
- J. David Bleich. 1981. Judaism and Healing. New York: Ktav.
- Conservative Judaism. 2002. Vol. 54(3). Contiene sei articoli sulla bioetica.
- Elliot Dorff. 1998. Matters of Life and Death: A Jewish Approach to Modern Medical Ethics. Philadelphia: Jewish Publication Society.
- David Feldman. 1974. Marital Relations, Birth Control, and Abortion in Jewish Law. New York: Schocken Books.
- Freedman, B. 1999. Duty and Healing: Foundations of a Jewish Bioethic. New York: Routledge.
- Immanuel Jakobovits. 1959. Jewish Medical Ethics. New York: Bloch Publishing.
- Mackler, Aaron L., ed. 2000. Life & Death Responsibilities in Jewish Biomedical Ethics. JTS.
- Maibaum, M. 1986. "A 'progressive' Jewish medical ethics: notes for an agenda." Journal of Reform Judaism 33(3): 27-33.
- Rosner, Fred. 1986. Modern Medicine and Jewish Ethics. New York: Yeshiva University Press.
- Byron Sherwin. 2004. Golems among us: How a Jewish legend can help us navigate the biotech century
- Daniel Sinclair. 1989. Tradition and the biological revolution: The application of Jewish law to the treatment of the critically ill
- Jewish biomedical law. Oxford
- Zohar, Noam J. 1997. Alternatives in Jewish Bioethics. Albany: State University of New York Press.
- Zoloth Laurie. 1999. Health care and the ethics of encounter: A Jewish discussion of social justice. Univ. of North Carolina Press.